# IC 1464-2
IC 1464-2 — галактика типу S  M (спіральна змішана галактика) у сузір'ї Водолій.
Цей об'єкт міститься в оригінальній редакції індексного каталогу.